# Eros and Psyche (Bridges)

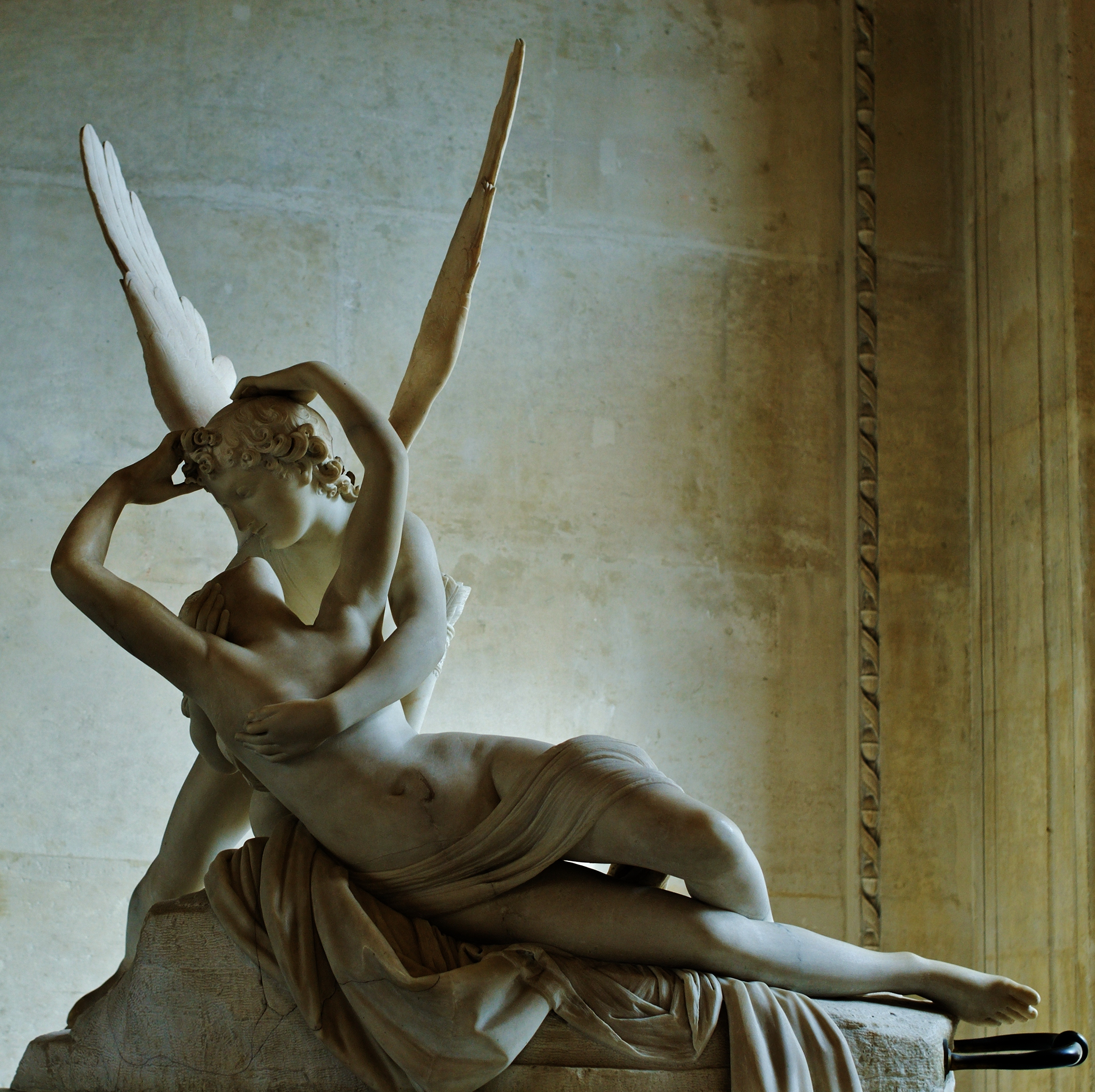
Antonio Canova, Eros i Psyche

Eros and Psyche – poemat epicki angielskiego poety Roberta Bridgesa. Utwór stanowi wierszowaną wersję mitu o Erosie i Psyche, przekazanego przez Apulejusza w dziele Złoty osioł. Został napisany strofą siedmiowersową rymowaną ababccb. Składa się z dwunastu pieśni. Stanowi swoisty kalendarz, ponieważ jest podzielony na cztery części odpowiadające porom roku, każda dzieli się na trzy pieśni, a liczba strof w pieśni odpowiada liczbie dni w miesiącu.

In midmost length of hundred-citied Crete,
The land that cradl'd Zeus, of old renown,
Where grave Demeter nurseried her wheat,
And Minos fashion'd law, ere he went down
To judge the quaking hordes of Hell's domain,
There dwelt a King on the Omphalian plain
Eastward of Ida, in a little town.

Zobacz też: Raj ziemski (Morris)